# Paulo de Carvalho de Mendoça
Paulo de Carvalho de Mendoça (ur. w 1702 w Lizbonie, zm. 17 stycznia 1770 tamże) – portugalski kardynał.

## Życiorys
Był synem Manuela de Carvalho de Ataíde i Teresy Luísy de Mendoça e Melo; jego bratem był pierwszy minister Portugalii markiz de Pombal. W młodości, po przyjęciu święceń kapłańskich był prałatem w patriarchalnej katedrze w Lizbonie. Następnie został sekretarzem i nadzorcą domu i majątku królowej Marii Anny. Był także prezydentem Rady Świętej Inkwizycji oraz wielkim przeorem kolegiaty w Guimarães (od 1762). Jego działania skłoniły króla Józefa I do wystąpienie o nadanie godności kardynalskiej. 18 grudnia 1769 został kreowany kardynałem in pectore. Kardynał zmarł w wyniku gangreny. Nominacja dla Mendoci została ogłoszona na konsystorzu 29 stycznia 1770, już po jego śmierci.